# ふるいち
株式会社ふるいちは、岡山県倉敷市を中心にうどん店の『ぶっかけ亭本舗ふるいち』のチェーン店舗展開と『ぶっかけうどん』の通信販売を行う企業である。

## 特徴

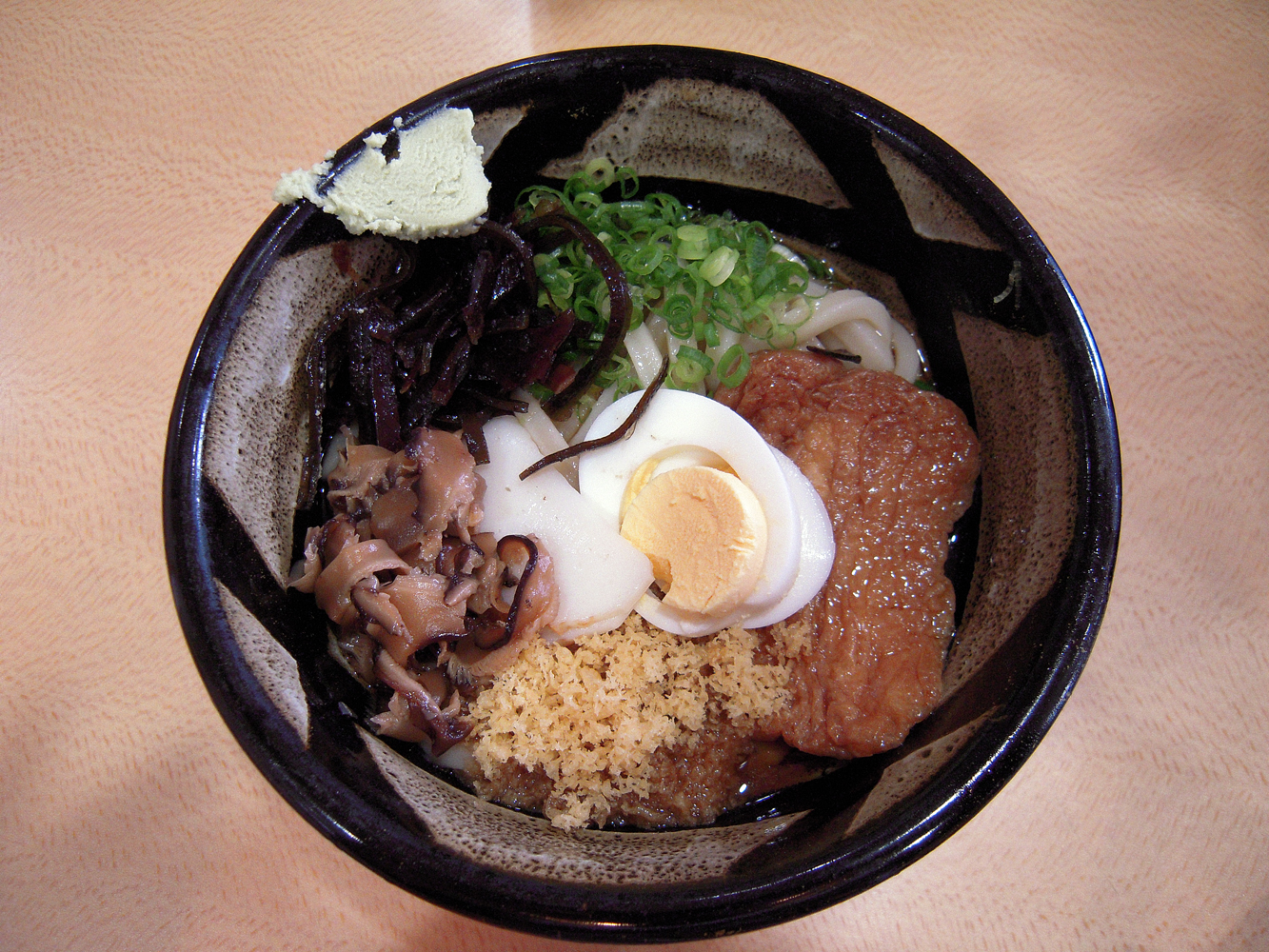
きざみぶっかけ

戦後間もない頃に倉敷駅前で創業されたうどんの老舗。元々は夫婦饅頭（通称；ふうまん）を製造販売している商店であった。（中身は粒餡、種類は赤（小豆）とグリンピースの2種類があった。現在は総社店で冬季限定で赤のみ作られている。仲店では第3日曜の朝市の時のみ販売している。）また、隠れた名物として超大盛りのカキ氷があげられる。
ある日、麻雀をしていた社長が、息子が作った丼にざるうどんと具を盛りつゆをかけた料理を食べ、それが大変美味しかったことがぶっかけうどん販売のきっかけになったという。岡山県下では香川県同様古くからセルフ方式のうどん店が点在しており、ふるいちも、仲店のみ接客式店舗で他はセルフ形式をとっている。
チェーン展開を開始した頃より『ぶっかけうどん』を倉敷名物として大々的に宣伝。倉敷中心部の名物料理となっていたぶっかけうどんが、一躍他地域の倉敷市民・岡山県民に認知されるようになった。そのことが評価され、2006年に倉敷ブランド（2011年末廃止）に認定された。

## 事業所
- ぶっかけ亭

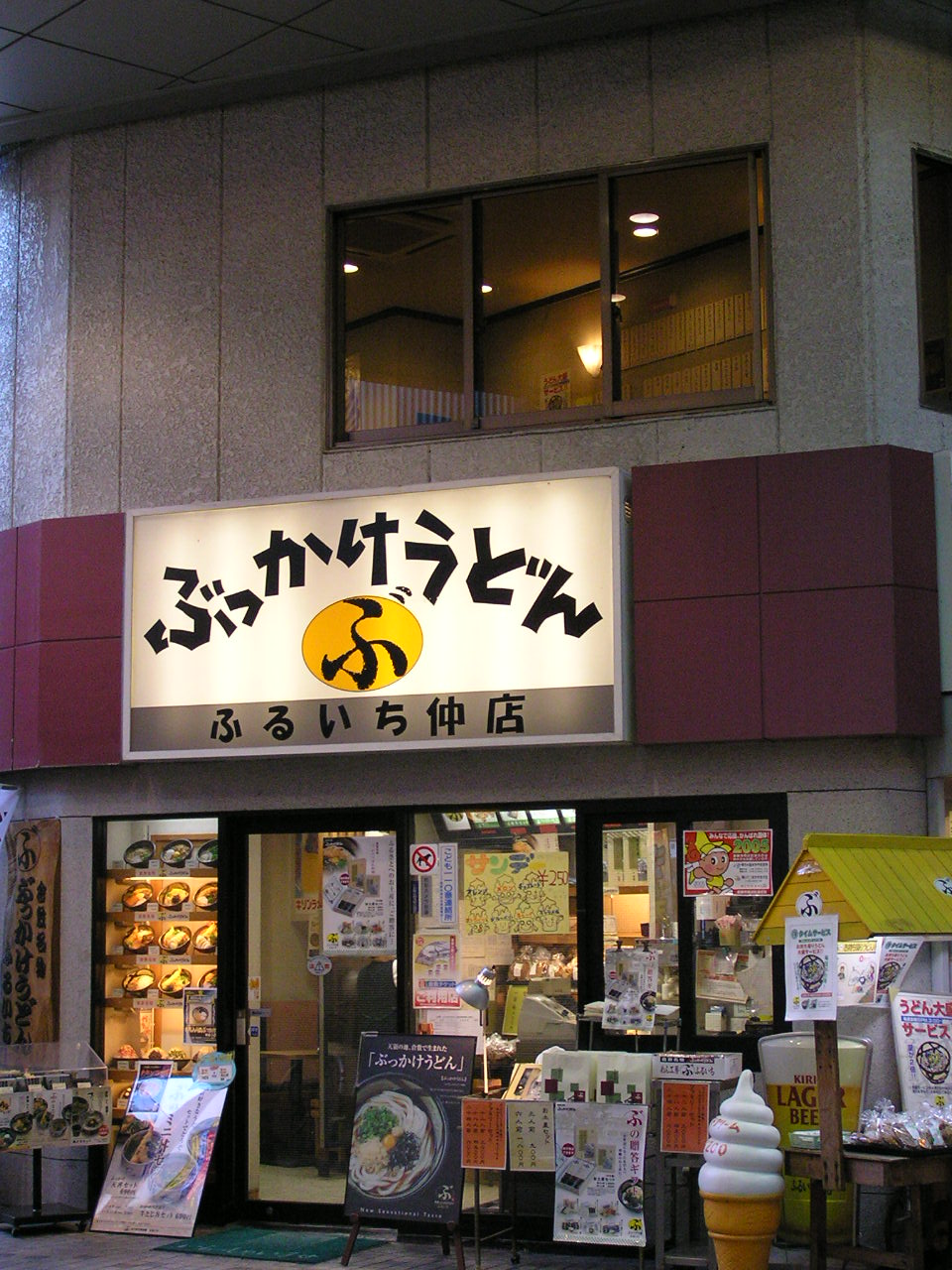
仲店

  - （倉敷市）本店、仲店、堀南店、中島店、松島店、イオンモール倉敷店、水島店
  - （岡山市）岡山健幸プラザ店、イオンモール岡山店
  - （総社市）総社店　
  - （高知市）イオンモール高知店
  - （四条畷市）イオンモール四条畷店
- ふるいち庵
  - イオンモール広島府中店
- めん工房ふるいち（本社工場）、富井工場（冷凍麺工場）

## 沿革
ぶっかけ亭本舗ふるいちウェブサイトより抜粋
- 1948年（昭和23年） - 登記上の所在地に創業。
- 1956年（昭和31年） - 有限会社古市商店設立。
- 1990年（平成2年） - 株式会社ふるいちに改組。
- 1993年（平成5年）- 『ぶ（マル）∞ぶっかけうどん』を商標登録[3]。
- 2006年（平成18年） - 『ぶっかけうどん』が倉敷市の推進する「倉敷ブランド」に認定。
- 2008年（平成20年） - 本店ビル1階に『古市商店 らうどん』開店。